# African Children’s Choir

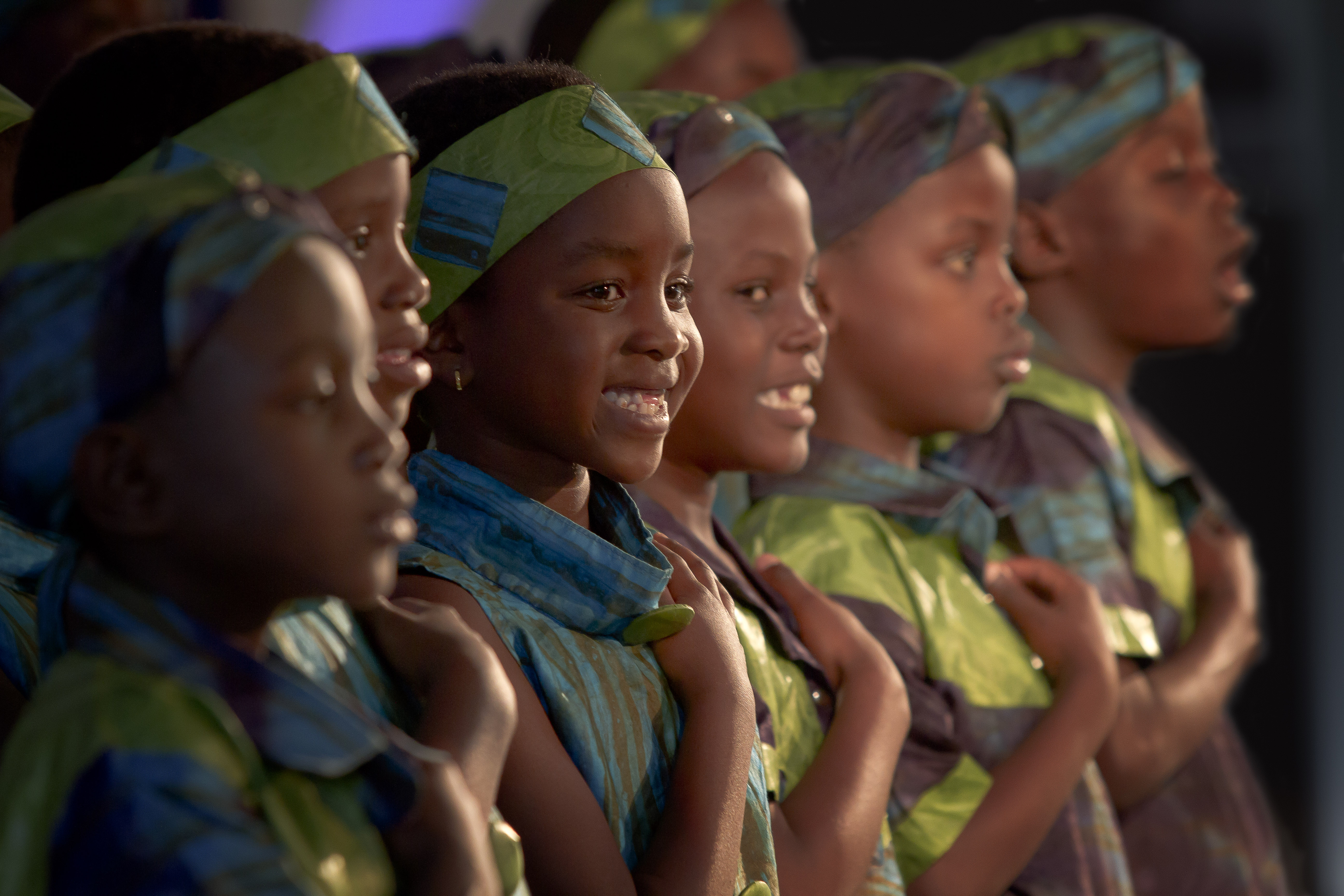
African Children’s Choir

Der African Children’s Choir ist ein Kinderchor mit Sängerinnen und Sängern im Alter von 7 bis 10 Jahren aus unterschiedlichen Nationen Afrikas. Er ist ein Programm von Music for Life Institute.

## Geschichte
1984 wurde der erste African Children’s Choir von Menschenrechtler und Pastor Ray Barnett zusammengestellt mit dem Ziel verarmten und verwaisten Kindern in ihrer Entwicklung einen positiven Einfluss zu hinterlassen sowie durch seine Konzerttournees Spendengelder zu sammeln. Der Chor tourt seither jedes Jahr neu zusammengestellt durch die Welt um Bildung und Lebensqualität für Kinder in ganz Afrika zu ermöglichen und zu verbessern. Das Programm unterstützt heute über 7000 Kinder in unterschiedlichen Ländern Afrikas.
Der Chor hat im Laufe der Jahre eine Reihe von Ton- und Videoaufnahmen produziert und gastierte bereits auf Events in der ganzen Welt. So traten sie unter anderem im British House of Commons, im Pentagon, in der Royal Albert Hall, im London Palladium oder auch im Internationalen Club in Berlin auf. Im Soundtrack von Filmen wie Menschenkind, Hotel Rwanda oder Blood Diamond ist der Chor ebenfalls zu hören.
2005 trat der African Children’s Choir beim Live 8 Konzert in London mit Mariah Carey und Paul McCartney auf und erschien auf The Tonight Show und The Ellen DeGeneres Show. 2006 traten die jungen Sänger für One sowie den UNAIDS Gipfel der UNO auf. Im selben Jahr war der Chor zu Gast bei Canadian Idol sowie im Jahr darauf, 2007, bei American Idol. Ferner trat der Chor 2007 auf drei ausverkauften Konzerten mit der Band Dispatch im Madison Square Garden in New York auf. 2008 gastierten sie auf dem Worshipkonzert A New Hallelujah von Michael W. Smith in Houston und wirkten bei dessen Live-Recording mit. Am 29. September 2009 feierte der Chor sein 25. Jubiläum im Hotel Vancouver, Kanada, mit dem Originalprogramm von 1984. 2018 war der Kinderchor im Hintergrund zu Mark Forsters Single Einmal zu hören. Die Single erreichte Position 60 der offiziellen deutschen Singlecharts.
Die Tourneen des Chors führen durch die USA, Kanada und Großbritannien.